# 藤代一成
藤代 一成（ふじしろ いっせい、1960年 - ）は、日本の情報工学者。慶應義塾大学理工学部教授、杭州電子科技大学計算機学院客員教授、日本学術会議連携会員、慶應義塾特選塾員。元画像電子学会会長。

## 人物・経歴
東京都渋谷区出身。1973年千葉市立若松小学校卒業。1976年千葉市立葛城中学校卒業。1979年千葉県立千葉高等学校卒業。1983年筑波大学第三学群情報学類卒業。1985年筑波大学大学院工学研究科電子・情報工学専攻修士号取得退学、東京大学理学部情報科学科助手。1988年筑波大学電子・情報工学系助手、東京大学理学博士。1989年筑波大学電子・情報工学系講師。1991年お茶の水女子大学理学部情報科学科助教授。1994年ニューヨーク州立大学ストーニーブルック校コンピュータサイエンス学科客員教授。1997年高度情報科学技術研究機構特別招聘研究員。1998年お茶の水女子大学理学部情報科学科教授。2001年日本原子力研究所総括研究グループ研究員。2003年科学技術振興機構総括研究グループ研究員。2004年東北大学流体科学研究所教授。2009年慶應義塾大学理工学部情報工学科教授。2015年慶應義塾特選塾員。2016年画像電子学会会長。2017年慶應義塾大学大学院理工学研究科開放環境科学専攻情報工学専修主任、日本工学会理事、日本学術会議連携会員。2020年杭州電子科技大学計算機学院客員教授。情報処理学会論文賞、画像電子学会最優秀論文賞等受賞。